# Alfons Deloor
Alfons Deloor (Bois-d'Haine, 3 de juny de 1910 - Mechelen, 23 de març de 1995) va ser un ciclista belga que fou professional entre 1929 i 1940, quan la Segona Guerra Mundial va aturar la seva progressió. És germà del també ciclista Gustaaf Deloor.
Els seus èxits més destacats foren la segona posició a la Volta a Espanya de 1936, per darrere del seu germà Gustaaf, i la Lieja-Bastogne-Lieja de 1938.

## Palmarès
- 1929
  - 1r a Lebbeke
- 1931
  - 1r a Temse
- 1932
  - 1r del Circuit de les Regions Flamenques
  - 1r a Kontich
- 1934
  - 1r a Temse
  - Vencedor d'una etapa de la Volta a Catalunya
- 1935
  - 1r del Circuit de Bèlgica
- 1936
  - Vencedor d'una etapa de la Volta a Espanya
- 1938
  - 1r de la Lieja-Bastogne-Lieja
  - 1r a Ninove
  - 1r a Herentals
  - 1r del Gran Premi de Brasschaat
  - 1r a Moerbeke

### Resultats al Tour de França
- 1933. 27è de la classificació general

### Resultats a la Volta a Espanya
- 1935. 6è de la classificació general
- 1936. 2n de la classificació general. Vencedor d'una etapa

### Resultats al Giro d'Itàlia
- 1937. 31è de la classificació general